# Malek Ouary
Malek Ouary, né le 27 janvier 1916 à Ighil Ali, en Kabylie (Algérie) et mort le 21 décembre 2001 à Argelès-Gazost en France, est un écrivain et journaliste algérien de langue française.

## Biographie
Malek Ouary est né dans une famille algérienne dans la region de la Kabylie de la tribu des Aït Abbas, dans un village du massif des Bibans rendu célèbre par Fadhma Amrouche dans son autobiographie. Après des études primaires locales, il poursuit à Alger des études secondaires puis supérieures en littérature et en philosophie dans le système scolaire français de la période coloniale qui exclut d'autres langues et lui désapprend le kabyle.
Il devient enseignant en lettres puis, au lendemain de la Seconde Guerre mondiale, journaliste à la section kabyle de Radio-Alger - dépendant de l'ORTF - avant de devenir secrétaire de la rédaction. Après la lecture de Chants berbères de Kabylie de Jean Amrouche il entreprend de se consacrer à la sauvegarde de la culture kabyle et berbère et entame un travail de collecte et d’enregistrement de poésies, de textes, de contes et de chants rituels kabyles pour conserver et faire connaitre ce patrimoine qu'il a redécouvert après la « rupture intégrale » de ses études et pour lequel il nourrit une grande passion. Il publie également des articles et reportages sur le mode de vie kabyle dans différentes revues comme Ici Alger, Algeria.
En 1956, il publie son premier roman, Le grain dans la meule, roman de vengeance et de rédemption inspiré de faits réels s’étant déroulé dans un village de la région des Ait Abbas, qui obtient un succès autant de la critique que du public.
En 1957, il  écrit « le Noël du petit cireur ». La société Armor-Films va en tirer en 1960, un court métrage (30’) : « le rendez-vous de Noël » qui sera programmé à la télévision à Paris et à Alger (présentée comme « Alger l'unique TV musulmane du monde »). Dans ce Court métrage d’André Michel jouent Michel Piccoli, Michèle Méritz, Malek Safir. Ayant perdu son petit Joseph, huit ans, renversé par une voiture le, sa mère refuse de l’admettre et son mari entretient l’illusion. La veille de Noël, elle découvre, un petit cireur sans famille. Il se nomme Youssef. Youssef ... Joseph ! Elle le recueille. Le matin de Noël, les parents découvrent devant la cheminée, leurs chaussures cirées comme neuves. « Le Rendez-Vous de Noël » est surnommé par Encyclociné « le Noël du petit Yaouled », et c’est bien cette image du petit cireur, du « Yaouled » qui reste collée à cette période de la fin de la colonisation et qui sera l’objet de campagnes de reconversion de ces gamins sous la présidence de Ben Bella. Cette image donc a sans doute gêné la rediffusion d’un des premiers films tirés d’une œuvre d’un auteur algérien. Malek Ouary avait comme deuxième prénom, Angelo, qui est la traduction de son prénom Malek et qui a sans doute inspiré sa nouvelle « Les larmes de l’ange » publiée à l’été 1957 dans Alger-revue.

### En France
Pendant la Guerre d'Algérie, il part s'installer en France pour travailler pour l'ORTF de Paris en 1959 - où il travaillera jusqu'à sa retraite - et se marie avant de poursuivre sa carrière de journaliste et d’écrivain.
Dans Poèmes et chants berbères de Kabylie, paru en 1972, Malek Ouary s'attache à mettre en valeur les qualités littéraires de la langue kabyle en montrant le rapport des kabyles au quotidien. Ce n'est qu'en 1981 qu'il publie un deuxième roman, La montagne aux chacals dont la trame se déroule toujours à l'époque coloniale. Il faudra encore vingt ans pour que paraisse son dernier roman, La robe kabyle de Baya, publié en 2000.
Malek Ouary, s'éteint dans l'anonymat en 2001, à l'âge de 85 ans, et est inhumé à Argelès-Gazost, dans les Hautes-Pyrénées. Si son apport est important pour la conservation ainsi que la transmission du patrimoine berbère et a contribué à la formation de la tradition littéraire « francophone » dans l’espace littéraire kabyle et dans la littérature algérienne, son œuvre est à ce jour peu diffusée, voire introuvable dans son pays d'origine.

## Sources partielles
- Malek Ouary, notices biographiques et extraits d'œuvres sur le site Dzlit, le site de la littérature algérienne